# 武汉法语联盟
武汉法语联盟（法語：Alliance française de Wuhan，發音：[aljɑ̃s fʁɑ̃sɛːz də u.an]）于2000年与武汉大学合作在武汉成立。

## 法语联盟的创立
法国文化协会是一个法国私立的公共事业机构，其使命是促进法语语言和法国文化在国外的传播。总部位于巴黎第六区的101号拉斯帕伊大道。法语联盟包括巴黎法兰西岛大区法语联盟，原巴黎法语联盟，和在法国其它城市的委员会及在135个国家成立的1072个相关机构。
2005年10月27日，联盟在武汉举行首届中法地方政府合作高层论坛。2014年，法语联盟承办中法建交50周年在武汉的活动。

## 课程安排
武汉法语联盟提供广泛的法语课程，由中国和法国老师职教。法语的教授通过沟通视角和行动方式，并有最新的教学资源。
- 法语课（对外法语）：针对各个水平，提供从星期一到星期日，早中晚的课程。
- 特别领域的法语课（特别领域法语）：与职业相关的对外法语课程。
- 辅导课：个别要求并根据其要求安排；特别是为法国教育服务中心的面试和CIEP、CCIP测试做准备。
- 专题课：在一般的语言课程基础上以满足特定的目标提出的一种互补方式。七类：语法、纠音、葡萄酒工艺学、香颂、法国生活和电影俱乐部。[來源請求]

## 法语认证书
武汉法语联盟组织多场CIEP（国际教育组织）和CCIP的认证书颁发的考试和测验。
- TCFQ（魁北克地区法语认证考试）：每月。
- TEFAQ（TCF-提前录取申请）：每月[3]。

## 图集

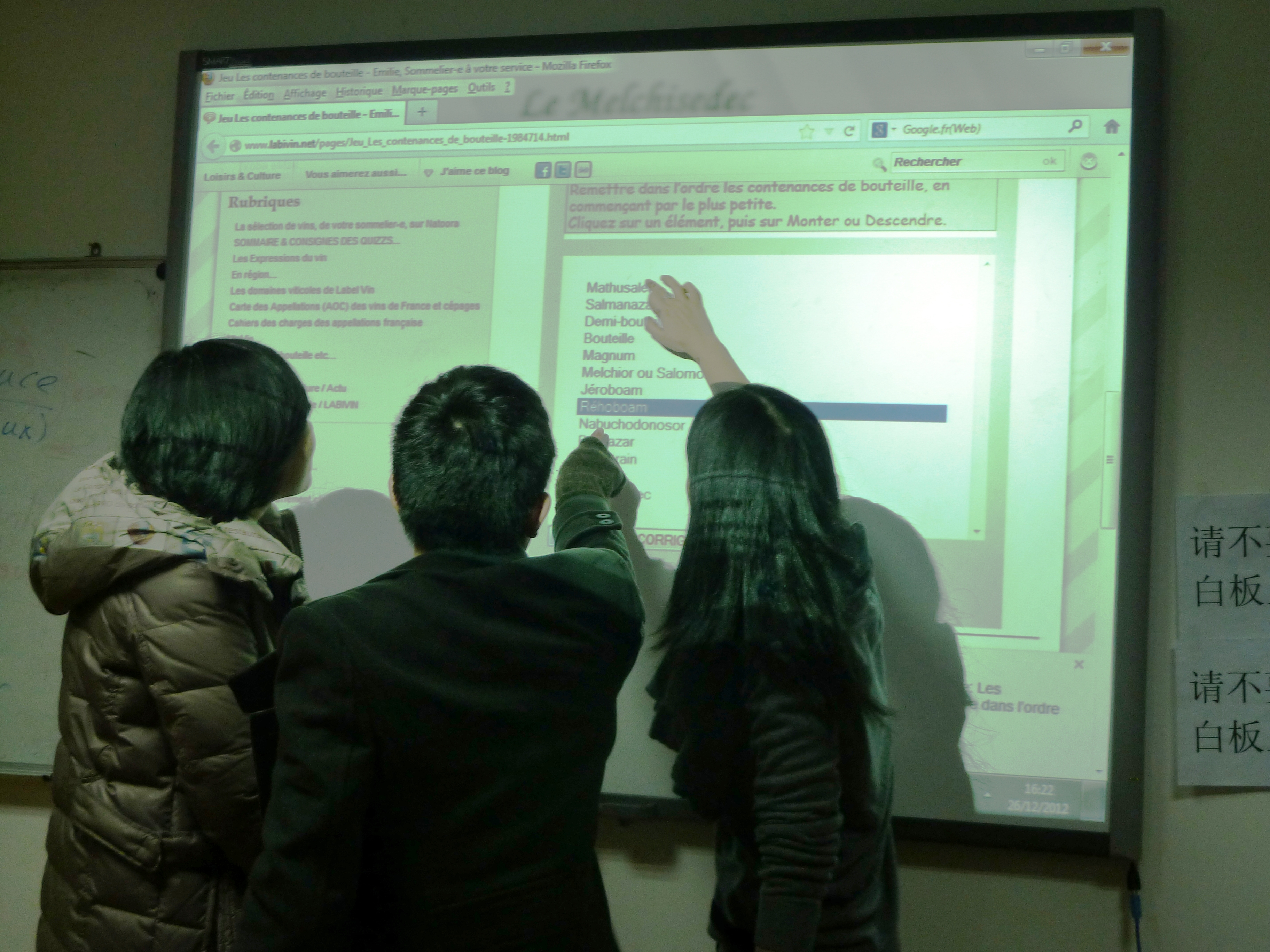
互動電子白板上的活动
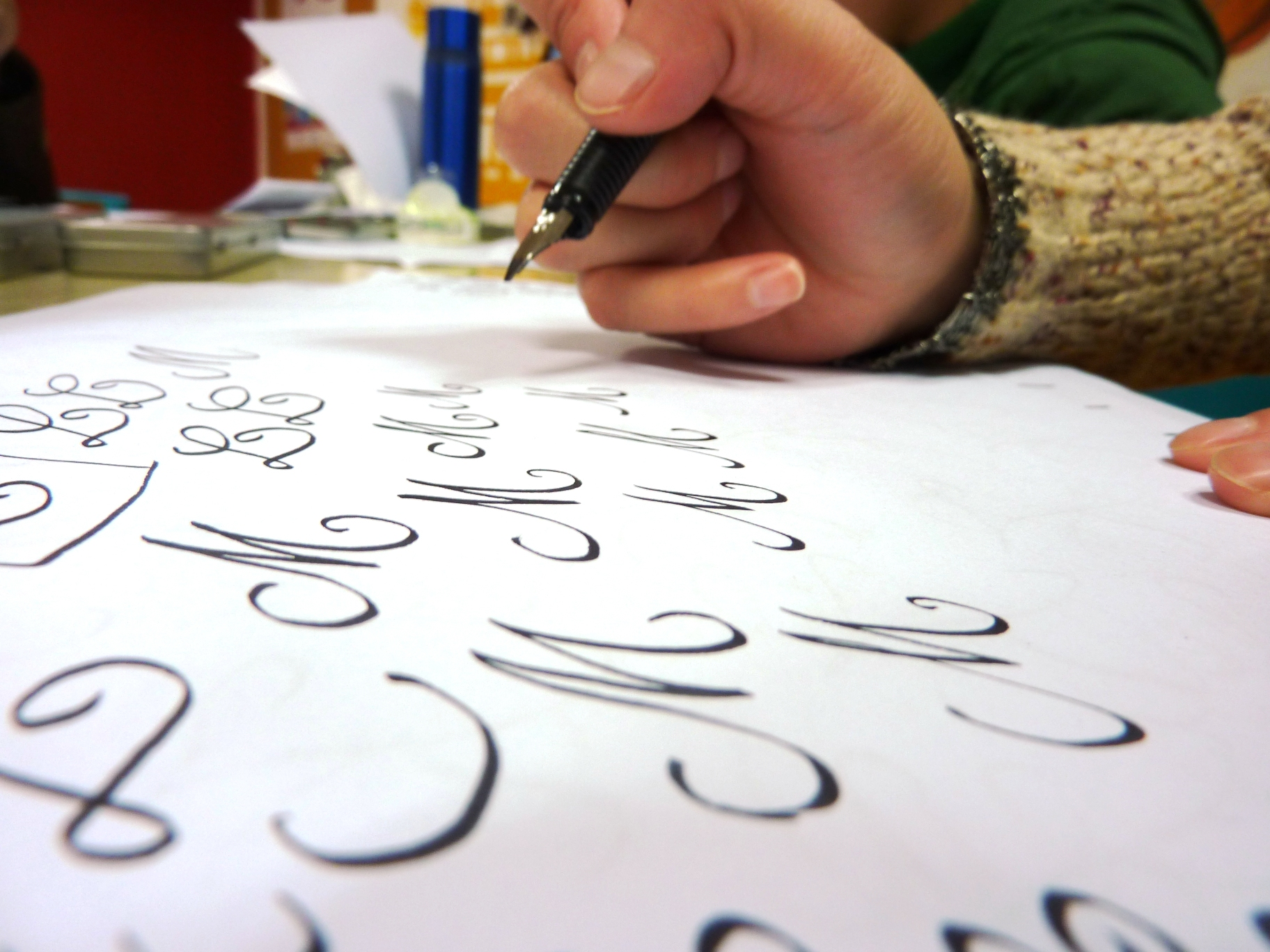
书法坊
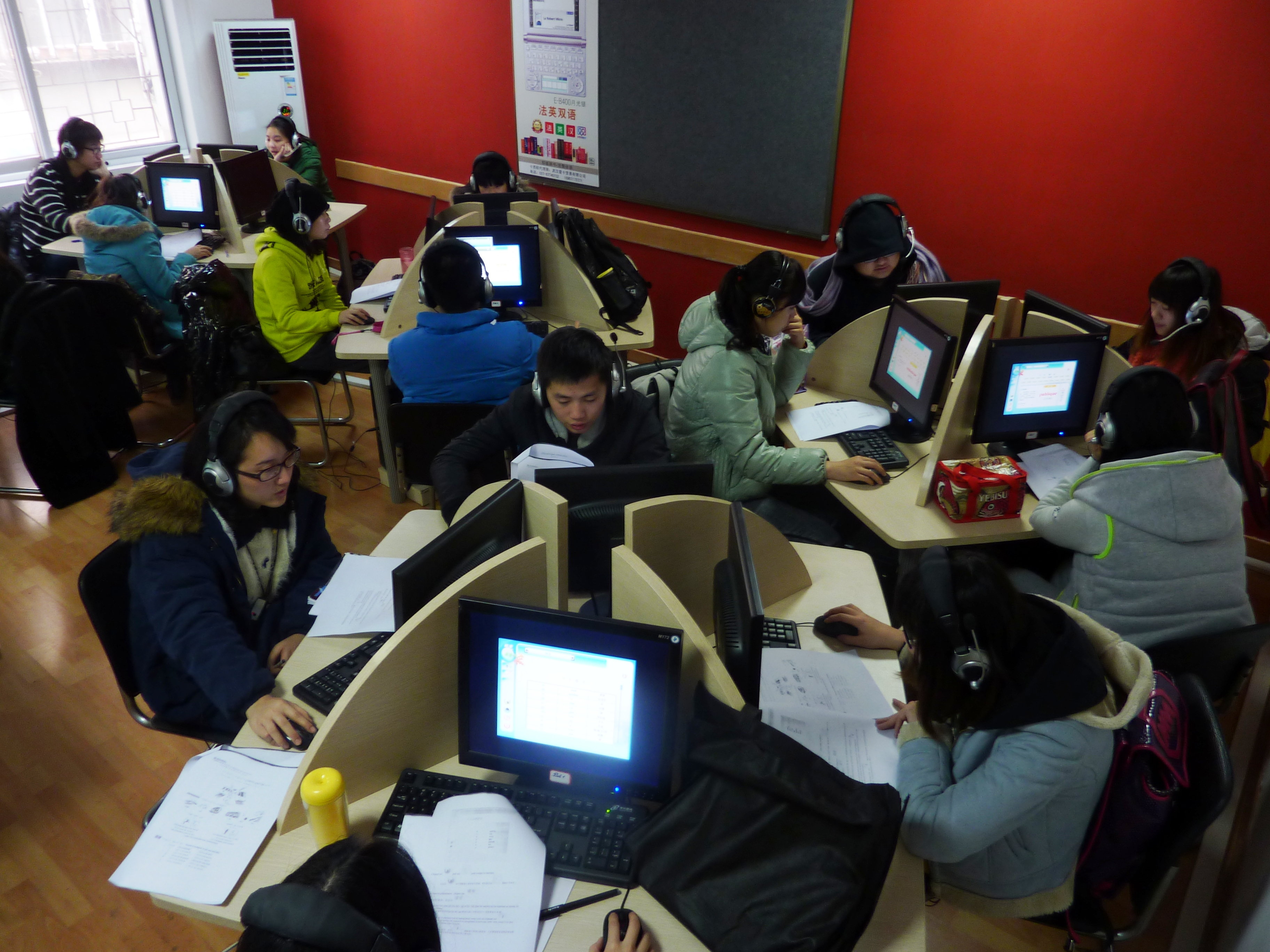
语音校正
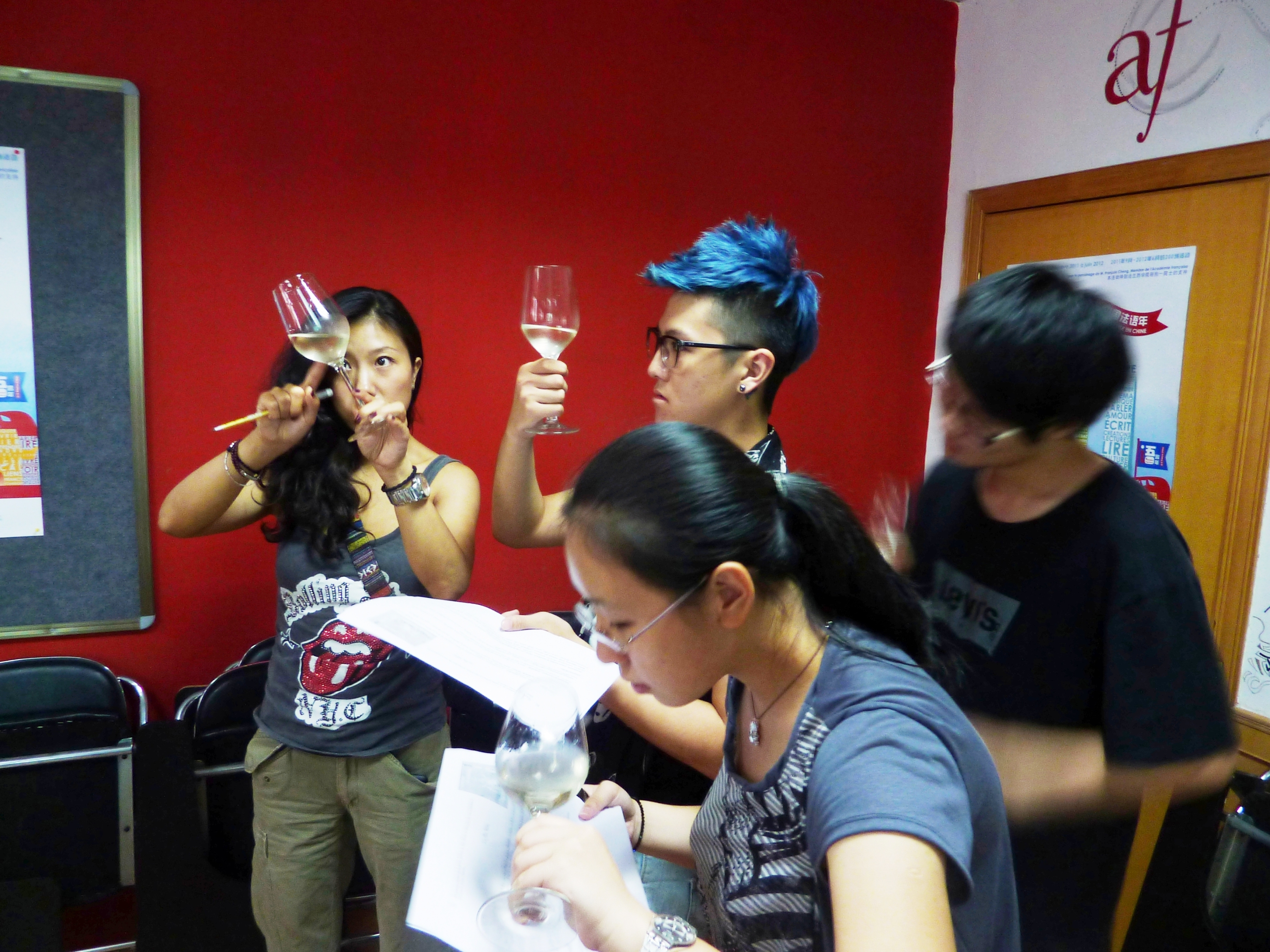
品酒坊